# Comuna Sântimbru, Harghita
Sântimbru (în maghiară Csikszentimre) este o comună în județul Harghita, Transilvania, România, formată din satele Sântimbru (reședința) și Sântimbru-Băi.

## Demografie
Componența etnică a comunei Sântimbru
     Maghiari (90,08%)
     Romi (4,89%)
     Alte etnii (5,03%)
Componența confesională a comunei Sântimbru
     Romano-catolici (91,58%)
     Reformați (1,26%)
     Penticostali (1,16%)
     Alte religii (1,11%)
     Necunoscută (4,89%)
Conform recensământului efectuat în 2021, populația comunei Sântimbru se ridică la 2.066 de locuitori, în creștere față de recensământul anterior din 2011, când fuseseră înregistrați 2.063 de locuitori. Majoritatea locuitorilor sunt maghiari (90,08%), cu o minoritate de romi (4,89%). Din punct de vedere confesional, majoritatea locuitorilor sunt romano-catolici (91,58%), cu minorități de reformați (1,26%) și penticostali (1,16%), iar pentru 4,89% nu se cunoaște apartenența confesională.

## Politică și administrație
Comuna Sântimbru este administrată de un primar și un consiliu local compus din 11 consilieri. Primarul, Előd Kencse[*], de la Uniunea Democrată Maghiară din România, este în funcție din 2004. Începând cu alegerile locale din 2024, consiliul local are următoarea componență pe partide politice:
|  | Partid                                 | Consilieri | Componența Consiliului | Componența Consiliului | Componența Consiliului | Componența Consiliului | Componența Consiliului | Componența Consiliului | Componența Consiliului | Componența Consiliului | Componența Consiliului | Componența Consiliului | Componența Consiliului |
|  | -------------------------------------- | ---------- | ---------------------- | ---------------------- | ---------------------- | ---------------------- | ---------------------- | ---------------------- | ---------------------- | ---------------------- | ---------------------- | ---------------------- | ---------------------- |
|  | Uniunea Democrată Maghiară din România | 11         |                        |                        |                        |                        |                        |                        |                        |                        |                        |                        |                        |

## Personalități născute aici
- Vilmos Tánczos (n. 1959), etnograf.